# 尖齿异野芝麻
尖齿异野芝麻（学名：Heterolamium debile var. tochauense）为唇形科异野芝麻属下的一个变种。